# Yálmeno
En la mitología griega, Yálmeno (en griego antiguo: Ἰάλμενος, Iálmenos) es hijo del dios Ares y Astíoque, hija de Áctor. Es hermano gemelo de Ascálafo.
Es un héroe beocio que participó en la Guerra de Troya. Fue uno de los pretendientes de Helena y juró proteger ante cualquier ultraje el matrimonio de Menelao y Helena. En la Guerra de Troya dirigió junto a su hermano Ascálafo las huestes de las ciudades de Aspledón y Orcómeno Minieo, a un cargo de treintas naves. Durante los momentos apremiantes de la guerra, Ascálafo y Yálmeno siguieron el consejo de Néstor y junto a una comitiva de cien soldados armados con picas se apostillaron para hacer guardia entre la el foso y el muro. Allí cada grupo encendió una hoguera y prepararon su cena.
Higino presenta Ascálafo y Yálmeno como hijos de Lico y Pérnide, ambos dirigiendo un total de sesenta naves de Argos. Sin embargo, en otra sección los denomina como hijos de Marte. En otra tradición se le menciona incluso como uno de los Argonautas junto a su hermano.